# Josh Brolin
Josh James Brolin (Los Angeles, 12 februari 1968) is een Amerikaans acteur. Hij werd in 2008 genomineerd voor een Oscar voor zijn bijrol als Dan White in de biografische dramafilm Milk. Daarnaast won hij onder meer National Board of Review Awards in zowel 2007 (voor No Country for Old Men) als 2008 (voor Milk) en benoemde het Hollywood Film Festival hem in 2008 tot acteur van het jaar (voor zijn hoofdrol als George W. Bush in de biografische film W.).
Brolin is de zoon van acteur James Brolin en Jane Cameron Agee, die zich eveneens met acteren bezighield. Zij stierf in 1995 bij een auto-ongeluk.

## Biografie
Brolins acteercarrière begon in de jaren 80. Zijn eerste filmrol als Brand Walsh in The Goonies werd meteen zijn doorbraak. Hierna werd hem een rol in de televisieserie 21 Jump Street aangeboden, maar hij sloeg deze af om in Private Eye te spelen, een serie die al snel van de buis werd gehaald. Brolin kreeg in 1989 een rol in de westernserie The Young Riders. De serie bleef drie seizoenen te zien. Ondanks zijn functie als een minder belangrijk personage, was Brolin veel in beeld.
Brolin trouwde in 1988 met Alice Adair, met wie hij een zoon en dochter kreeg. Het huwelijk hield geen stand. Brolin hertrouwde in 2004, met actrice Diane Lane. In 2013 gingen Brolin en Lane uit elkaar.
Sinds maart 2013 is Brolin samen met zijn voormalige assistente, model Kathryn Boyd. Ze verloofden zich twee jaar later en trouwden op 24 september 2016. Via Instagram maakte Brolin op 4 november 2018 bekend dat het stel een dochter had gekregen. Op 25 december 2020 werd hun tweede dochter geboren.

## Filmografie
- 2025: Weapons - Archer Graff
- 2024: Dune: Part Two - Gurney Halleck
- 2021: Dune - Gurney Halleck
- 2021-2024: What If...? - Thanos (stem)
- 2019: Avengers: Endgame - Thanos
- 2018: Deadpool 2 - Nathan Summers / Cable
- 2018: Avengers: Infinity War - Thanos
- 2018: Sicario: Day of the Soldado - Matt
- 2017: Only the Brave - Eric Marsh
- 2016: Hail, Caesar! - Eddie Mannix
- 2015: Everest - Beck Weathers
- 2015: Avengers: Age of Ultron - Thanos (post-credit scene)
- 2015: Sicario - Matt
- 2014: Sin City: A Dame to Kill For - Dwight McCarthy
- 2014: Guardians of the Galaxy - Thanos
- 2013: Oldboy - Joe Doucett
- 2013: Labor Day - Frank
- 2013: Gangster Squad - John O'Mara
- 2012: Men in Black III - Jonge Agent K
- 2010: You Will Meet a Tall Dark Stranger - Roy Channing
- 2010: True Grit - Tom Chaney
- 2010: Jonah Hex - Jonah Hex
- 2010: Wall Street: Money Never Sleeps - Bretton James
- 2009: Women in Trouble - Nick Chapel
- 2008: Milk - Dan White
- 2008: W. - George W. Bush
- 2007: Planet Terror - Dr. William Block
- 2007: No Country for Old Men - Llewelyn Moss
- 2007: In the Valley of Elah - commissaris Buchwald
- 2007: American Gangster - Det. Trupo
- 2006: The Dead Girl - Tarlow
- 2005: Into the Blue - Bates
- 2005: Into the West - Jedediah Smith (miniserie)
- 2004: Melinda and Melinda - Greg Earlinger
- 2003: Milwaukee, Minnesota - Gary
- 2002: Coastlines - Dave Lockhart
- 2001: D.C. Smalls - D.C. Smalls
- 2000: Slow Burn - Duster
- 2000: Picnic - Hal Carter
- 2000: Hollow Man - Matthew Kensington
- 1999: The Mod Squad - Billy Waites
- 1999: Best Laid Plans - Bryce
- 1999: All the Rage - Tennel
- 1997: Nightwatch - James Gallman
- 1997: Mimic - Josh
- 1997: My Brother's War Pete
- 1996: Bed of Roses - Danny
- 1996: Flirting with Disaster - Tony Kent
- 1996: Gang in Blue - Keith DeBruler
- 1994: The Road Killers - Tom
- 1986: Thrashin' - Corey Webster
- 1985: The Goonies - Brand Walsh